# .jp
.jp는 일본의 국가 도메인이다. 일본 레지스트리 서비스(JPRS)가 관리한다.

## 역사
.jp 도메인이 설립될 당시 이 도메인은 일본 인터넷에 대한 감독 기술 기관으로서의 역할의 일환으로 JPNIC에서 관리했다. 원래는 1986년 8월 5일 서던캘리포니아대학교 정보과학연구소를 위해 무라이 준이 제안한 것이다. 도메인 처리는 처음에 JUNET의 운영을 담당하는 "junet-admin" 관리 그룹 내에서 관리되었으며, 이는 무라이가 속한 초기 컴퓨터 네트워크이다.
1989년 4월, junet-admin 그룹은 공식적으로 .jp 도메인 이름을 등록하기 시작했다. 그러나 .jp 레지스트리의 중요성과 규모가 커지면서 2000년 12월 JPNIC 제11차 총회에서 .jp 도메인을 관리할 새로운 법인을 창설하기로 결정되었다. 따라서 일본 레지스트리 서비스(Japan Registry Service)가 만들어졌고 2003년 6월 30일에 공식적으로 .jp 레지스트리의 업무를 맡게 되었다.
.jp 등록은 등록자가 일본에 실제 주소를 가지고 있는 경우에만 허용된다. 등록은 공인 등록 기관을 통해 처리되며 일본어 문자(한자, 히라가나 또는 가타카나)가 포함된 도메인 이름은 2차 도메인 수준에서 등록될 수 있다.

## 2차 도메인
- ac.jp: 대학 등 상급 학술기관
- ad.jp: JPNIC 회원
- co.jp: 일본에 등록된 외국 기업을 포함한 대부분의 법인 회사 형태
- ed.jp: 18세 미만 개인을 위한 교육 기관
- go.jp: 일본 정부 부처와 그들의 노력
- gr.jp: 2인 이상의 그룹 또는 등록된 회사의 그룹
- lg.jp: 지방자치단체
- ne.jp: 네트워크 서비스 제공업체
- or.jp : 등록단체 및 비영리단체

## 같이 보기
- 도메인 네임 시스템
- 국가 코드 최상위 도메인